# Queijo Sardo
O Queijo Sardo é um queijo firme, feito de leite de vaca, similar ao Pecorino Romano, embora o ultimo seja feito de leite de ovelha e é mais macio. O Sardo vem da Argentina e não deve ser confundido com o Pecorino Sardo, outro queijo de ovelhas italiano.
O Sardo é tradicionalmente cogulado pelo coalho animal, que é a camada interna do quarto estômago dos bovinos ou outros ruminantes. Não é um queijo vegetariano. Seu sabor é amadurecido, mas rico e levemente salgado. De coloração branco-amarelada e vendido em pedaços de 6,5 kg.
Uma boa escolha para lanches ou para culinária em geral.